# Immigration française à Porto Rico
L'immigration française à Porto Rico se produisit à la suite de situations politiques et économiques qui arrivèrent en divers lieux tels que la Louisiane, Saint-Domingue (Haïti) et l'Europe.  
Un autre facteur qui encouragea l'immigration française vers Porto Rico fut le rétablissement du décret royal de grâces de 1815. La couronne espagnole décida que l'une des manières d'en finir avec le mouvement indépendantiste de Porto Rico était d'autoriser les Européens non-hispaniques qui juraient fidélité à la couronne espagnole de coloniser l'île. Par conséquent le décret fut imprimé en trois langues : espagnol, anglais et français.
Les Français qui immigrèrent à Porto Rico se marièrent avec les autochtones et colonisèrent divers endroits de l'île. Ils jouèrent un rôle déterminant dans le développement des industries du sucre, du coton et du tabac de Porto Rico et se distinguèrent comme hommes d'affaires, hommes politiques et écrivains.

## Situation en Louisiane

Carte de la Nouvelle-France.

Au XVIIe siècle, les Français colonisèrent la zone appelée le « Nouveau Monde », qu'ils nommèrent Nouvelle-France. La Nouvelle-France comprenait les vastes zones des deux côtés du fleuve Mississippi, entre les Appalaches et les montagnes Rocheuses, ainsi que l'Ohio Country et le pays des Illinois. Louisiane était le nom donné à une région administrative de Nouvelle-France. À l'éclatement de la guerre de la Conquête, appelée aussi guerre de Sept Ans (1754-1763), entre le Royaume-Uni et ses colonies nord-américaines contre la France, beaucoup de colons français fuirent aux Antilles dans les îles de Cuba, Hispaniola (l'île est aujourd'hui composée de la République dominicaine et d'Haïti) et Porto Rico. Ces îles faisaient partie de l'empire colonial espagnol, qui accueillirent les Français et les protégèrent de leurs ennemis anglais.

## Les Français dans la défense de Porto Rico
Quand les Britanniques tentèrent d'envahir Porto Rico en 1797 sous le commandement de Ralph Abercromby, beaucoup de Français offrirent leurs services à l'Espagne et vinrent défendre l'île. Deux d'entre eux furent M. Daubón, capitaine de L'Espiégle et Lobeau, capitaine du Triomphant. Parmi les noms français de ceux qui se battirent sur l'île, on trouve : Bernard, Hirigoyan, Château, Roussel, Larrac et Mallet. Il faut également mentionner que les Britanniques débarquèrent une force d'environ 400 prisonniers français qui furent forcés de se battre contre leur volonté. L'invasion échoua et les Britanniques se retirèrent le 30 avril vers leurs bateaux et appareillèrent le 2 mai vers le nord. Beaucoup de Français qui combattirent préférèrent rester et vivre dans l'île. Les descendants des familles qu'ils établirent vivent encore aujourd'hui.

## Situation à Saint-Domingue (Haïti)
En 1697, la couronne espagnole céda la partie ouest d'Hispaniola aux Français. La partie espagnole de l'île fut nommée Santo Domingo (l'actuelle République dominicaine) et les Français appelèrent leur partie Saint-Domingue (qui fut renommée ensuite Haïti). Les colons français se consacrèrent à la culture de la canne à sucre et possédaient des plantations, qui nécessitaient une très grande quantité de main d'œuvre. Ils importaient des esclaves d'Afrique pour travailler aux champs. Cependant, la population de ces derniers surpassa rapidement celle des blancs. Les esclaves vivaient sous des conditions terribles et étaient traités cruellement. En 1791, il s'organisèrent pour former une armée menée par le général auto proclamé Toussaint Louverture et se rebellèrent contre les Français. La victoire finale des esclaves sur leurs maîtres blancs vint avec la bataille de Vertières en 1803. Les colons français fuirent dans la ville Saint-Domingue pour ensuite rejoindre Porto Rico. Une fois sur place ils colonisèrent la partie ouest de l'île, dans des villes comme Mayagüez. Avec leur expérience, ils aidèrent au développement de l'industrie sucrière, transformant Porto Rico en un des principaux exportateurs mondiaux de sucre.

## Décret royal de grâces de 1815

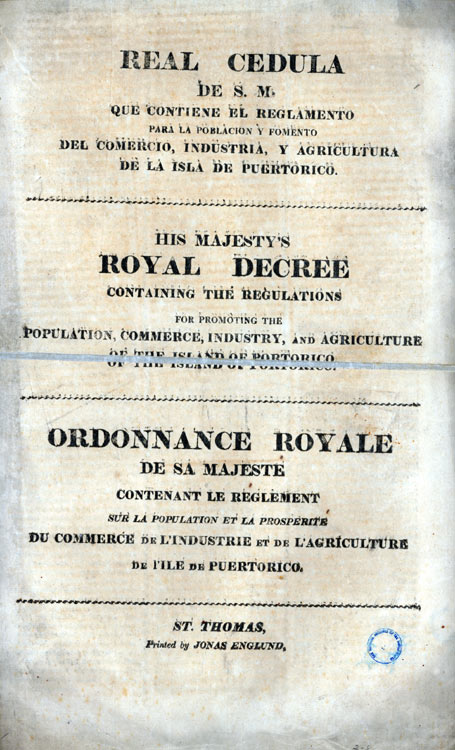
Décret royal de grâces de 1815

La couronne espagnole émit le décret royal de grâces (Real cédula de Gracias), le 10 août 1815 avec l'intention d'encourager le commerce entre Porto Rico et les pays amis de l'Espagne. Le décret offrait aussi gratuitement des terres à tout Espagnol désirant déménager vers l'île. Le décret réentra en scène au milieu du XIXe siècle avec quelques changements. La couronne espagnole comprit que l'une des façons d'en finir avec le mouvement indépendantiste était de permettre aux européens non-espagnols de coloniser l'île. Ainsi, le décret fut imprimé en trois langues, l'espagnol, l'anglais et le français. On donna à ceux qui immigrèrent à Porto Rico une « lettre de domicile » avec la condition qu'ils jurent loyauté à la couronne d'Espagne et allégeance à l'Église catholique romaine. Après une résidence de cinq ans sur l'île, on accordait aux colons une « lettre de naturalisation » qui les faisaient sujet espagnols.

Des centaines de familles Françaises dont des Corses déménagèrent et s'installèrent à Porto Rico. Les Corses colonisèrent les régions montagneuses dans et près des villes de Lares, Adjuntas, Utuado, Guayanilla, Ponce et Yauco, où ils réussirent en tant que planteurs de café. Les Français qui émigrèrent du continent européen colonisèrent divers endroits de l'île. Ils jouèrent un rôle déterminant de l'industrie portoricaine du sucre, du coton et du tabac. Parmi eux, Teófilo Le Guillou qui en 1823 fonda la municipalité de Vieques.

## Influence française à Vieques
En 1823, Teófilo José Jaime María Le Guillou immigra de la France vers Porto Rico et s'installa dans l'île de Vieques. Il est considéré comme le fondateur de la municipalité de Vieques. En 1832, Le Guillou succéda à Francisco Rosello en qualité de commandant militaire de l'île après la mort de ce dernier. Entre 1832 et 1843, Le Guillou, à qui la couronne espagnole donna le titre de « Gouverneur politique et militaire de l'île espagnole de Vieques », dressa un plan pour l'organisation politique et économique de l'île. Il établit cinq plantations de canne à sucre appelées Esperanza, Resolucion, Destino, Mon Repos et Mi Reposo,.
Le Guillou, qui fut le propriétaire terrien et d'esclaves le plus puissant de l'île, demanda à la couronne espagnole d'autoriser l'immigration des familles françaises des îles de Martinique et de Guadeloupe. Attirées par la proposition de terres gratuites, qui était l'une des plus incitatives du décret royal espagnol de 1815, des douzaines de familles françaises, parmi elles les Mouraille, Martineau, et Le Brun, immigrèrent à Vieques et avec l'utilisation d'une main d'œuvre esclave, elles établirent des plantations de canne à sucre. En 1839, il y avait 138 habitaciones, qui provient du français « habitation » et qui signifie hacienda ou plantation. Ces habitaciones étaient situées entre Punta Mulas et Punta Arenas. Le Guillou mourut en 1843 et est enterré dans la ville d'Isabel II de Vieques qui fut fondée en 1844.

## De nos jours
Les Français se marièrent finalement avec la population locale, adoptant la langue et la culture de leur nouveau pays. Leur influence à Porto Rico est très présente, et est marquée dans la cuisine, les arts et la littérature. Des noms français comme Betancourt et Gautier sont courants à Porto Rico. Cette immigration de la métropole et de ses dépendances était la plus forte en nombre, surpassée uniquement par les immigrants espagnols et aujourd'hui un grand nombre de portoricains peuvent se prétendre d'ascendance française ; 16 % des noms de famille de l'île sont soit français, soit corse. Les descendants des colons français se distinguèrent comme hommes d'affaires, hommes politiques et écrivains. La Casa del Francés (la maison du Français), construite en 1910, est un manoir de plantation du début du siècle, récemment classé monument historique par le Registre national des lieux historiques, se trouve sur l'île de Vieques. C'est désormais un hôtel.

## Noms de famille
Ce qui suit est une liste officielle de noms de famille des premières familles françaises qui émigrèrent de la France métropolitaine à Porto Rico au XIXe siècle. Cette liste fut compilée par des généalogistes et des historiens du Projecto Salon Hogar qui ont réalisé une recherche exhaustive dans le domaine.

## Portoricains notables avec des noms français
Ce qui suit est une liste de Portoricains notables ou de personnes d'ascendance portoricaine avec des noms français. Cette liste inclus également des personnes d'ascendance portoricaine et française nés aux États-Unis et de Français(es) et qui choisirent Porto Rico comme leur nouveau pays.
- Alers, Rafael - musicien
- Bailon, Adrienne - actrice
- Benitez de Gautier, Alejandrina - poétesse
- Beauchamp, Elías - Nationaliste portoricain accusé de l'assasinat du colonel de police Elisha Francis Riggs en 1935.
- Beauchamp, Pedro - Chirurgien, le premier spécialiste portoricain attesté par l'American Reproductive Endocrinology and Infertility Board, qui pratiqua la première fécondation in-vitro (FIV) de l'île en 1985.
- Beltrán, Carlos - Joueur de baseball
- Bernier, David - sportif
- Blondet, Giselle - actrice
- Busquets, Anthony - scientifique
- Caro, Nydia, chanteur
- Charriez, Villaronga - Première secrétaire du Commonwealth à l'éducation nommé par Luis Munoz Marin.
- Chevremont, Evaristeo Ribera - poète
- Curet Alonso, Tite - compositeur de salsas et ballades
- del Villard, Sylvia - humoriste
- Denis, Nelson Antonio - Siégea à l'assemblée législative de l'État de New-York
- Farrait, Rene - chanteur, membre du groupe Menudo
- Ferrer Canales, José - Éducateur, écrivain et militant.
- Chardón, Carlos - Éducateur et scientifique, connu comme « le père de la mycologie à Porto Rico ». En 1922, il découvrit le puceron "Aphis maidis", vecteur de la mosaïque de la canne à sucre.
- Ferrer, Fernando - Ancien président de la circonscription du Bronx (New York) et candidat à l'élection municipale de la ville.
- Ferrer, José - acteur, (Cyrano de Bergerac), premier acteur hispanique à remporter un Oscar
- Ferrer, Miguel - acteur, (Robocop, Un crime dans la tête)
- Gautier Benítez, José - poète
- Geigel de Duprey, Ana Roque - activiste, éducatrice
- Giraud, Joyce - actrice, ancienne miss Porto Rico
- Good, Meagan - actrice
- Guenard, Nidia - Catcheuse à la retraite qui travailla pour la WWE.
- Guinot, Luis, Jr. - ancien ambassadeur des États-Unis à Cuba
- Ithier, Rafael - musicien
- Jovet, Carmen - journaliste
- La Porte, Juan - boxeur
- LaFountain, Michele - journaliste
- Laguerre, Enrique - écrivain
- Lamond, George- chanteur
- LaRue, Eva - actrice
- Lastra Charriez, Alfonso - ancien représentant de Porto Rico à la Chambre, avocat et poète.
- Lebrón, Lolita - nationaliste
- Le Guillou, Teófilo José Jaime María - fonda en 1823 la municipalité de Vieques.
- Loubriel, Juan Ramón - joueur de baseball
- Malaret, Marisol - première Miss Univers portoricaine (1970)
- Marqués, Rene - célèbre nouvelliste et dramaturge
- Marxuach-Plumey, Teófilo - il ordonna le premier coup de feu de la Première Guerre mondiale tiré au nom des États-Unis.
- Monclova, René - acteur
- Monge, Yolandita - chanteur
- Monroig, Gilberto - chanteur de boléro
- Monroig, Glenn -  compositeur, chanteur
- Mouliert, Joaquin - musicien
- Pellot, Victor - le premier Portoricain à jouer au baseball dans la ligue américaine.
- Perez Perry, Rafael - fonda la chaîne de télévision channel 11, aussi appelé "Cadena Perez Perry".
- Rincón de Gautier, Felisa - politicien
- Sallaberry, Fernando et Nefty - ancien membres de Menudo
- Segarra-Guiot, Antulio, le premier Portoricain à commander un régiment de l'armée régulière des États-Unis
- Souffront, Evelyn - chanteur
- Tangüis, Fermín - homme d'affaires, agronome et scientifique qui conçut la graine qui mènerait finalement à la production du coton Tanguis au Pérou et sauvera ainsi l'industrie cotonnière de ce pays.
- Tavarez, Manuel Gregorio - « Père de la danza portoricaine » (la danza est un type de danse des antilles).
- Vientos Gaston, Nilita - éducateur
- Vigoreaux, Luis - producteur et animateur de télévision
- Vigoreaux, Luisito - producteur et animateur de télévision
- Vigoreaux, Roberto - ancien sénateur